# Расстройство личности
Расстро́йство ли́чности; ли́чностное расстро́йство (устаревшее название — [конституциона́льная] психопа́тия) (от др.-греч. ψυχή — дух; душа; сознание; характер + πάθος — страдание; болезнь) — вид психического расстройства в клинической психологии и психиатрии.
Расстройство личности представляет собой личностный тип или поведенческую тенденцию, характеризующуюся значительным дискомфортом и отклонениями от норм, принятых в данной культуре. Это тяжёлое нарушение характерологической конституции и поведенческих тенденций индивидуума, вовлекающее обычно несколько сфер личности и почти всегда сопровождающееся личностной и социальной дезинтеграцией.
Личностное расстройство возникает обычно в позднем детстве или подростковом возрасте и продолжает проявляться в периоде зрелости. Поэтому диагноз личностного расстройства вряд ли адекватен до 16–17-летнего возраста. Тем не менее, важно диагностировать, с чем связаны те или иные личностные изменения у подростков; ту или иную акцентуацию личности можно выявить уже в подростковом возрасте, так же как и степень её выраженности и составить прогноз относительно её развития.
Термин «расстройство личности» заменил собой устаревший термин «[конституциональная] психопатия», использовавшийся в советской и российской психиатрии до официального перехода на МКБ-10 в 1997 году. Ранее считалось что психопатии обусловлены «врождённой неполноценностью нервной системы, вызванной факторами наследственности, вредностями, воздействующими на плод, родовой травмой и т. п.». На данный момент у расстройств личности предполагается множество возможных причин. Они варьируются в зависимости от типа расстройства и индивидуальных характеристик человека. Ими могут быть генетическая предрасположенность, определённые жизненные ситуации, перенесённые травмы. Перенесённое психическое, физическое и сексуальное насилие в детстве создает риск для развития расстройств личности.

## Отличия от сходных явлений

### От нарушений восприятия, реакций и поведения
Следует различать поведение, обусловленное расстройством личности, и аналогичное поведение, обусловленное иными поражающими факторами или заболеваниями, которых может быть целый ряд, начиная от повреждений мозга и заканчивая шизофренией. Любой повреждающий фактор, действующий на центральную нервную систему, может в том или ином проценте случаев приводить к подобному поведению. Однако это будут совпадения в отдельных симптомах, а не в общей картине расстройства.

### От акцентуаций, пограничных состояний и психозов
«Расстройства личности» очень близки к понятию «акцентуаций». Это сходные явления, отличающиеся прежде всего степенью выраженности. Принципиальная разница между ними состоит в том, что акцентуации никогда не обладают одновременно всеми тремя основными свойствами расстройств личности (влияние на все сферы жизни, стабильность во времени, социальная дезадаптация).
В ещё большей степени термин «расстройство личности» пересекается с термином «пограничное состояние», но, в отличие от него, описывает качественную, а не количественную специфику психического расстройства: «пограничное состояние» не может сочетаться с «психозом», а «расстройство личности» — может быть фоном для психоза. Кроме того, хотя один и тот же человек может обладать и расстройством личности, и психозом, это непересекающиеся понятия, описывающие качественно разные вещи.

### От болезней
В то время как болезнь представляет собой динамический процесс (имеющий возникновение, течение и исход), расстройство личности — это особенная структура личности человека, в течение жизни динамики практически не имеющая. Другое принципиальное отличие расстройства личности от заболевания — это критерий постановки этого диагноза. В отличие от заболевания, при определении которого главным критерием выступает биологический, главным критерием (признаком) расстройства личности является социальная дезадаптация.

## Диагностические критерии
Основные критерии, которыми пользуются современные российские психиатры и клинические психологи при постановке диагноза, описаны в Международном классификаторе болезней 10-й редакции. Также представляют интерес критерии, описанные в американском DSM-IV, который был использован в качестве основы при разработке МКБ-10.

Во всей классификации используется термин «расстройство», поскольку термины «болезнь» и «заболевание» вызывают при их использовании ещё бо́льшие сложности. «Расстройство» не является точным термином, но здесь под ним подразумевается клинически определённая группа симптомов или поведенческих признаков, которые в большинстве случаев причиняют страдание и препятствуют личностному функционированию. Изолированные социальные отклонения или конфликты без личностной дисфункции не должны включаться в группу психических расстройств.
Оригинальный текст (англ.)«The term "disorder" is used throughout the classification, so as to avoid even greater problems inherent in the use of terms such as "disease" and "illness". "Disorder" is not an exact term, but it is used here to imply the existence of a clinically recognizable set of symptoms or behaviour associated in most cases with distress and with interference with personal functions. Social deviance or conflict alone, without personal dysfunction, should not be included in mental disorder as defined here.»
— МКБ-10: Класс V, Проблемы терминологии. Расстройство

### Диагноз по МКБ-10
Диагностические критерии из адаптированной для использования в России версии Международной классификации болезней 10-го пересмотра МКБ-10 (общие диагностические критерии расстройств личности, соответствие которым должно быть у всех подтипов расстройств):

Состояния, не объясняющиеся прямым образом обширным повреждением или заболеванием мозга или другим психическим расстройством и удовлетворяющие следующим критериям:
- а) заметная дисгармония в личностных позициях и поведении, вовлекающая обычно несколько сфер функционирования, например аффективность, возбудимость, контроль побуждений, процессы восприятия и мышления, а также стиль отношения к другим людям; в разных культуральных условиях может оказаться необходимой разработка специальных критериев относительно социальных норм;
- б) хронический характер аномального стиля поведения, возникшего давно и не ограничивающегося эпизодами психической болезни;
- в) аномальный стиль поведения является всеобъемлющим и отчётливо нарушающим адаптацию к широкому диапазону личностных и социальных ситуаций;
- г) вышеупомянутые проявления всегда возникают в детстве или подростковом возрасте и продолжают своё существование в периоде зрелости;
- д) расстройство приводит к значительному личностному дистрессу, но это может стать очевидным только на поздних этапах течения расстройства;
- е) обычно, но не всегда, расстройство сопровождается существенным ухудшением профессиональной и социальной продуктивности.

— Международная классификация болезней (10-й пересмотр), адаптированный для использования в Российской Федерации — /F60/ Специфические расстройства личности. Диагностические критерии
Для отнесения расстройства личности к одному из определённых в МКБ-10 подвидов (для постановки диагноза большей части подтипов) необходимо, чтобы оно удовлетворяло по крайней мере трём определённым для этого вида критериям.
Диагностические критерии из официальной, международной версии МКБ-10 от Всемирной организации здравоохранения (общие диагностические критерии расстройств личности, соответствие которым должно быть у всех подтипов расстройств):

- G1. Указание на то, что характерные и постоянные типы внутренних переживаний и поведения индивидуума в целом существенно отклоняются от культурально ожидаемого и принимаемого диапазона (или «нормы»). Такое отклонение должно проявляться более чем в одной из следующих сфер:
  - 1) когнитивная сфера (то есть характер восприятия и интерпретации предметов, людей и событий; формирование отношений и образов «Я» и «другие»);
  - 2) эмоциональность (диапазон, интенсивность и адекватность эмоциональных реакций);
  - 3) контролирование влечений и удовлетворение потребностей;
  - 4) отношения с другими и манера решения интерперсональных ситуаций.

- G2. Отклонение должно быть полным в том смысле, что отсутствие гибкости, недостаточная адаптивность или другие дисфункциональные особенности обнаруживаются в широком диапазоне личностных и социальных ситуаций (то есть не ограничиваясь одним «пусковым механизмом» или ситуацией).
- G3. В связи с поведением, отмеченном в пункте G2, отмечается личностный дистресс или неблагоприятное воздействие на социальное окружение.
- G4. Должны быть данные о том, что отклонение является стабильным и длительным, начинаясь в старшем детском или подростковом возрасте.
- G5. Отклонение не может быть объяснено как проявление или последствие других психических расстройств зрелого возраста, хотя эпизодические или хронические состояния из секций от F0 до F7 настоящей классификации могут существовать одновременно с ним или возникать на его фоне.
- G6. В качестве возможной причины отклонения должны быть исключены органическое заболевание мозга, травма или дисфункция мозга (если выявляется такая органическая обусловленность, следует использовать рубрику F07).

Оригинальный текст (англ.)
- G1. Evidence that the individual's characteristic and enduring patterns of inner experience and behaviour deviate markedly as a whole from the culturally expected and accepted range (or 'norm'). Such deviation must be manifest in more than one of the following areas:
  - (1) cognition (i.e. ways of perceiving and interpreting things, people and events; forming attitudes and images of self and others);
  - (2) affectivity (range, intensity and appropriateness of emotional arousaland response);
  - (3) control over impulses and need gratification;
  - (4) relating to others and manner of handling interpersonal situations.

- G2. The deviation must manifest itself pervasively as behaviour that is inflexible, maladaptive, or otherwise dysfunctional across a broad range of personal and social situations (i.e. not being limited to one specific 'triggering' stimulus or situation).
- G3. There is personal distress, or adverse impact on the social environment, or both, clearly attributable to the behaviour referred to under G2.
- G4. There must be evidence that the deviation is stable and of long duration, having its onset in late childhood or adolescence.
- G5. The deviation cannot be explained as a manifestation or consequence of other adult mental disorders, although episodic or chronic conditions from sections F0 to F7 of this classification may co-exist, or be superimposed on it.
- G6. Organic brain disease, injury, or dysfunction must be excluded as possible cause of the deviation (if such organic causation is demonstrable, use category F07).

— Международная классификация болезней (10-й пересмотр) — /F60/ Специфические расстройства личности. Диагностические критерии

### Диагноз по DSM-IV
Только когда индивидуальные черты личности являются не приспосабливаемыми, не адаптируемыми и приводят к значительному ухудшению жизни, они могут быть названы расстройством личности:
1. Внутренний опыт и поведение значительно отклоняются от требований, накладываемых культурой, к которой принадлежит личность, и это проявляется в двух или более из следующих сфер:
  1. Познавательной (то есть путь постижения, интерпретации себя, других людей или событий).
  2. Аффективной (степень, интенсивность, лабильность и адекватность эмоциональных реакций).
  3. В особенностях внутреннего функционирования личности.
  4. В контроле импульсивности.
2. Паттерны демонстрируют негибкость и распространяются на широкий круг личных и социальных ситуаций.
3. Паттерны ведут к серьёзному клиническому дистрессу или проблемам в общественной, профессиональной или другой важной сфере жизни.
4. Паттерны имеют стабильность во времени, и их можно проследить до ранней юности или начала зрелости.
5. Паттерны не могут быть сочтены проявлением или следствием другого психического расстройства.
6. Паттерны не являются результатом непосредственного воздействия веществ или общего состояния здоровья, например травмы головы.

Лица моложе 18 лет, подходящие под критерии, не могут быть диагностированы соответствующим расстройством. Для постановки диагноза в таком возрасте симптомы должны регистрироваться в течение не менее одного года. Антисоциальное личностное расстройство вообще не может быть диагностировано до 18 лет.

## Терапия личностных расстройств
Поскольку, согласно определению МКБ-10, расстройство личности является «тяжёлым нарушением характерологической конституции», то есть фактически особенной структурой личности, то терапия направлена не на её изменение, а на смягчение и компенсацию негативных проявлений, адаптацию человека к обществу, снижение уровня тревожности и т. п. Предпочтительные методики работы зависят от вида расстройства личности.

### Психологическая и социальная терапия
Лечение расстройств личности должно включать в себя главным образом психотерапию, применяемую в тех или иных формах. К основным формам психологической и социальной терапии личностных расстройств относятся:
- Индивидуальная психотерапия — наиболее распространённая форма терапии. Существуют формы индивидуальной психотерапии, рассчитанные как на длительные, так и на короткие сроки.
- Групповая психотерапия — согласно данным, приведённым американским нейропсихотерапевтом Джеффри Магнавита, при работе с данной категорией расстройств этот подход считается вторым по популярности после индивидуальной психотерапии.
- Семейная психотерапия, включая терапию супружеских пар.
- Психологическое просвещение — может быть использовано в качестве дополнительной меры.
- Группы самопомощи — могут обеспечивать материальными средствами лиц, страдающих расстройствами личности.
- Терапия средой — проводится, как правило, в рамках терапевтических общин; имеет богатую историю использования в качестве метода терапии личностных расстройств.

Большинство авторов подчёркивают, что самым важным моментом (и самым трудным) в терапии личностных расстройств является установление доверительных взаимоотношений с пациентом.
Из конкретных направлений психотерапии при личностных расстройствах чаще всего применяются когнитивно-поведенческая терапия и психоанализ. Сторонники психоанализа пытаются, как и в случаях с другими психическими расстройствами, прежде всего выявить причины болезненных проявлений и смягчить их, идентифицируя потребности и защитные механизмы таких личностей. Сторонники когнитивно-поведенческой терапии обычно стремятся идентифицировать ошибочные представления пациентов о жизни, научить их всегда заглядывать вперёд, особенно в отношении их необычного поведения, обратить внимание пациентов на неэффективность их образа жизни и научить их более целесообразному поведению. Когнитивный терапевт уделяет внимание расширению набора используемых пациентом копинг-стратегий, переосмыслению пациентом его жизненного опыта (и связанных с ним глубинных убеждений), изменению имеющихся у пациента глубинных убеждений.

### Медикаментозная терапия
Эффективность медикаментозной терапии при личностных расстройствах сомнительна; данных о её эффективности значительно меньше, чем при терапии психозов, аффективных и тревожных расстройств. В основном такие данные получены в ходе исследований на ограниченных популяциях пациентов, порой даже в неконтролируемых испытаниях.
В рекомендациях FDA отсутствуют указания по поводу медикаментозного лечения расстройств личности. В публикации Американской психиатрической ассоциации в 2001 году отмечалось, что лечение психотропными средствами таких расстройств «не является реалистичной целью — лекарства не излечивают характер».
Не существует единого мнения по поводу возможности применения нейролептиков при расстройствах личности. Некоторые специалисты считают медикаментозное лечение в этих случаях излишним и безусловно вредным. Другие считают необходимым применение нейролептиков при личностных расстройствах преимущественно в малых дозах.
Высказывается и утверждение, что нейролептики при расстройствах личности следует применять только при отсутствии эффекта других методов лечения, включая и нелекарственные.
Исследования показывают повышенную чувствительность многих пациентов, страдающих личностными расстройствами, к побочным эффектам нейролептиков. Часто отмечалось ухудшение состояния в процессе терапии, прекращение приёма антипсихотиков в ходе исследований. В некоторых исследованиях — возникновение депрессивных состояний на фоне приёма препаратов.
Бензодиазепины при личностных расстройствах не должны являться препаратами первого выбора, поскольку пациенты, ими страдающие, обладают повышенной склонностью к формированию лекарственной зависимости. Применять препараты этой группы у таких пациентов следует с осторожностью. Бензодиазепины могут вызывать у них расторможенность, саморазрушительные действия. Отмечались случаи злоупотребления этими препаратами.

### Эффективность лечебных мер при некоторых расстройствах личности
| Источник: Tasman, Allan et al (2008). Psychiatry. Third Edition. | Источник: Tasman, Allan et al (2008). Psychiatry. Third Edition. | Источник: Tasman, Allan et al (2008). Psychiatry. Third Edition.                                                                                                  | Источник: Tasman, Allan et al (2008). Psychiatry. Third Edition.                                                                                       |
| Кластер                                                          | Наличие данных, свидетельствующих о мозговой дисфункции | Эффективность биологической интервенции | Эффективность психосоциальной интервенции |
| ---------------------------------------------------------------- | --- | --- | --- |
| A                                                                | Имеются данные, свидетельствующие о взаимосвязанности шизотипического расстройства (личности) и шизофрении; другие данные отсутствуют.                                                     | Состояние пациентов, страдающих шизотипическим расстройством (личности), может улучшаться после приёма антипсихотических препаратов; другие данные отсутствуют.   | Низкая. Наиболее подходящий вариант — поддерживающая психотерапия.                                                                                     |
| B                                                                | Получены данные, свидетельствующие о том, что у лиц, страдающих диссоциальным и эмоционально неустойчивым расстройствами личности, имеется мозговая дисфункция; другие данные отсутствуют. | В случае с эмоционально неустойчивым расстройством личности пользу могут принести антидепрессанты, антипсихотики и нормотимики; помимо этого, ничего не известно. | Низкая в случае с диссоциальным расстройством личности. Варьирует при эмоционально неустойчивом, нарциссическом и истерическом расстройствах личности. |
| C                                                                | Неизвестно. | Непосредственной эффективности не отмечено. Медикаменты могут принести пользу при устранении сопутствующей тревожности и депрессии.                               | Наиболее часто применяемая форма терапии для расстройств личности данного кластера. Показатели эффективности варьируют.                                |

## Классификация личностных расстройств
Независимо от того, какая классификация используется, обычно считается, что различные расстройства личности могут с определёнными ограничениями одновременно присутствовать в одном человеке. Диагностируют чаще всего наиболее сильно выраженное.

### Международная классификация болезней

#### Десятый пересмотр
В МКБ-10 выделяют следующие специфические расстройства личности:
- Параноидное расстройство личности (F60.0)
- Шизоидное расстройство личности (F60.1)
- Диссоциальное расстройство личности (F60.2)

- Эмоционально неустойчивое расстройство личности (F60.3)
  - Эмоционально неустойчивое расстройство личности, импульсивный тип (F60.30)
  - Эмоционально неустойчивое расстройство личности, пограничный тип (F60.31)

- Истерическое расстройство личности (F60.4)
- Ананкастное расстройство личности (F60.5)
- Тревожное расстройство личности (F60.6)
- Зависимое расстройство личности (F60.7)

- Другие специфические расстройства личности (F60.8). Для этой группы специфические диагностические критерии не указаны — они перечисляются в МКБ-10 просто списком[8]. Эти расстройства характеризуются:
  - Эксцентричное расстройство личности — сверхценным отношением к своим привычкам и мыслям, фанатичным упорством в отстаивании своей правоты.
  - Расторможенное расстройство личности («безудержное» расстройство личности[англ.]*) — плохим контролем (отсутствием его) над потребностями, побуждениям и желаниями, особенно в сфере нравственности.
  - Инфантильное расстройство личности — отсутствием эмоционального равновесия: воздействие даже небольших стрессов вызывает расстройство эмоциональной сферы; выраженностью черт, свойственных для раннего детства; плохим контролем чувств враждебности, вины, тревоги и др., проявляющихся очень интенсивно.
  - Нарциссическое расстройство личности — убеждённостью в своей уникальности, особом положении, превосходстве над остальными людьми; завышенным мнением о своих талантах и достижениях; поглощённостью фантазиями о своих успехах; ожиданием безусловно хорошего отношения и беспрекословного подчинения от окружающих; поиском восхищения окружающих для подтверждения своей уникальности и значимости; неумением проявлять сочувствие; идеями о собственной свободе от любых правил, о том, что окружающие им завидуют.
  - Пассивно-агрессивное расстройство личности — общей угрюмостью, склонностью вступать в споры, выражать злобу и зависть к более успешным людям, жаловаться, что окружающие их не понимают или недооценивают; склонностью преувеличивать свои неприятности, жаловаться на свои несчастья, негативно относятся к требованиям чем-либо заниматься и пассивно им сопротивляются; противодействием притязаниям окружающих с помощью встречных претензий и оттяжек.
  - Психоневротическое расстройство личности (невропатия) — наличием повышенной возбудимости в сочетании с сильной истощаемостью; сниженной работоспособностью; плохой концентрацией внимания и усидчивостью; соматическими расстройствами, такими как общая слабость, ожирение, похудение, снижение сосудистого тонуса.

- Расстройство личности, неуточнённое (F60.9)
- Смешанные и другие расстройства личности (F61).
  - Смешанные расстройства личности (F61.0)
  - Причиняющие беспокойство изменения личности (F61.1)

#### Одиннадцатый пересмотр
В Международной классификации болезней 11-го пересмотра расстройство личности делится на 3 подтипа: мягкое, среднее и тяжёлое. Также присутствуют дополнительные коды для указания основного поведенческого паттерна:
- 6D11.0 Негативная аффективность.
- 6D11.1 Отчуждённость.
- 6D11.2 Диссоциальность.
- 6D11.3 Расторможённость.
- 6D11.4 Ананкастия.
- 6D11.5 Пограничный паттерн.

### Классификация по DSM-IV и DSM-5
DSM-IV-TR и DSM-5 группируют расстройства личности на 3 кластера:
- Кластер A (необычные, или эксцентричные расстройства)
  - Параноидное 301.0 (F60.0)
  - Шизоидное 301.20 (F60.1)
  - Шизотипическое 301.22 (F21)
- Кластер B (театральные, эмоциональные, или колеблющиеся расстройства)
  - Антисоциальное 301.7 (F60.2)
  - Пограничное 301.83 (F60.3)
  - Истерическое 301.50 (F60.4)
  - Нарциссическое 301.81 (F60.81)
- Кластер C (тревожные и панические расстройства)
  - Избегающее 301.82 (F60.6)
  - Зависимое 301.6 (F60.7)
  - Обсессивно-компульсивное 301.4 (F60.5)

В DSM-5 выделяются также другие расстройства личности:
- Изменения личности вследствие другого медицинского состояния 310.1 (F07.0)
  - Лабильный тип, расторможенный тип, агрессивный тип, апатичный тип, параноидный тип, другой тип, смешанный тип, неуточнённый тип
- Другое уточнённое расстройство личности 301.89 (F60.89)
- Неуточнённое расстройство личности 301.9 (F60.9)

Классификация расстройств личности по DSM-IV включает также диагноз расстройства личности без дополнительного уточнения 301.9. Он применяется тогда, когда наблюдается соответствие общим критериям расстройств личности, и присутствуют черты нескольких различных расстройств личности, но нет критериев какого-либо конкретного расстройства. Либо когда есть соответствие общим критериям расстройств личности, но считается, что у пациента наличествует какое-либо расстройство личности, не включённое в классификацию (например, пассивно-агрессивное).
Приложение «B» классификации расстройств личности по DSM-IV включает типы, рассматривающиеся как валидные для включения в диагностическое руководство, но требующие дальнейшего исследования. К этим формам расстройств личности относятся пассивно-агрессивное (негативистическое) расстройство личности и депрессивное расстройство личности. Поскольку эти расстройств личности не имеют отдельной кодировки в DSM-IV, при использовании этой диагностической классификации в качестве альтернативы используется диагноз расстройства личности без дополнительного уточнения.
В более ранней версии руководства (DSM-III-R) присутствовали садистическое и мазохистическое (самоповреждающее) расстройства личности.

### Устаревшие классификации
Существуют классификации психопатий Эмиля Крепелина, Эрнста Кречмера, Курта Шнайдера, Попова Е. А., Кербикова О. В., Ганнушкина П. Б.

#### Классификация по П. Б. Ганнушкину
До принятия в России решения об ориентации на МКБ отечественная психиатрия использовала свою собственную классификацию личностных расстройств, или психопатий, как они тогда назывались. В основном использовалась классификация, разработанная известнейшим российским психиатром Петром Борисовичем Ганнушкиным ещё в начале XX века.
Включает в себя:
- Астенический тип
- Шизоидный тип
- Параноидный тип
- Эпилептоидный тип
- Истерический тип
- Циклоидный тип
- Неустойчивый тип
- Антисоциальный тип
- Конституционально-глупый тип

#### Классификация по МКБ-9
Международная классификация болезней 9-пересмотра (МКБ-9), адаптированная для использования в СССР, включала следующую классификацию психопатий:
- 301.0. Параноидная (паранойяльная) психопатия
  - (расстройство личности параноидного (паранойяльного) типа);
- 301.1. Аффективная психопатия, гипертимная психопатия, гипотимная психопатия
  - (расстройство личности аффективного типа);
- 301.2. Шизоидная психопатия
  - (расстройство личности шизоидного типа);
- 301.3. Возбудимая психопатия, эксплозивная психопатия
  - (расстройство личности возбудимого типа);
- 301.4. Ананкастическая психопатия, психастеническая психопатия
  - (расстройство личности ананкастического типа);
- 301.5. Истерическая психопатия
  - (расстройство личности истерического типа);
- 301.6. Астеническая психопатия
  - (расстройство личности астенического типа);
- 301.7. Гебоидная психопатия
  - (расстройство личности типа эмоционально тупых);
- 301.8. Другие расстройства личности;
- 301.81. Неустойчивая психопатия (расстройство личности неустойчивого типа);
- 301.82. Мозаичная полиморфная психопатия;
- 301.83. Парциальный дисгармонический психический инфантилизм;
- 301.89. Другие психопатии и развития личности.
- 301.9. Расстройства личности неуточнённого типа и психопатоподобные состояния экзогенной этиологии.

#### Сравнительная таблица классификаций психопатий
Сравнительная таблица классификаций психопатий:
| Группы психопатий                                     | Э. Крепелин (1915)                | Э. Кречмер (1921) | К. Шнайдер (1923)                               | Ганнушкин П. Б. (1933)                                                                                                | Т. Гендерсон (1947) | Попов Е. А. (1957)    | Кербиков О. В. (1968)   | МКБ-9 с кодом                         |
| ----------------------------------------------------- | --------------------------------- | ----------------- | ----------------------------------------------- | --- | ------------------- | --------------------- | ----------------------- | ------------------------------------- |
| Психопатии с преобладанием эмоциональных нарушений    | Возбудимые                        | Эпилептоиды       | Эксплозивные                                    | Эпилептоиды | Агрессивные         | Возбудимые Взрывчатые | Возбудимые              | Возбудимый тип 301.3                  |
| Психопатии с преобладанием эмоциональных нарушений    |                                   | Циклоиды          | Гипертимные Депрессивные Эмоционально-лабильные | Циклоиды Конституционально-возбуждённые Конституционально-депрессивные Циклотимики Эмоционально (реактивно)-лабильные |                     | Тимопаты              |                         | Аффективный тип 301.1                 |
| Психопатии с преобладанием эмоциональных нарушений    | Фантасты Лгуны и обманщики        |                   | Ищущие признания                                | Истерические Патологические лгуны                                                                                     | Творческие          | Истерические          | Истеричные              | Истерический тип 301.5                |
| Психопатии с преобладанием изменения в сфере мышления |                                   |                   | Астенические                                    | Астеники |                     | Астеники              | Тормозимые              | Астенический тип 301.6                |
| Психопатии с преобладанием изменения в сфере мышления |                                   |                   | Ананкастные Неуверенные в себе                  | Психастеники |                     | Психастеники          |                         | Ананкастический тип 301.4             |
| Психопатии с преобладанием изменения в сфере мышления | Чудаки                            | Шизоиды           |                                                 | Шизоиды (мечтатели)                                                                                                   | Неадекватные        |                       | Патологически замкнутые | Шизоидный тип 301.2                   |
| Психопатии с преобладанием изменения в сфере мышления | Сварливые Патологические спорщики |                   | Фанатики                                        | Фанатики Параноики |                     | Паранойяльные         |                         | Параноидный (паранойяльный) тип 301.0 |
| Психопатии с преобладанием волевых нарушений          | Безудержные                       |                   | Безвольные Неустойчивые                         | Неустойчивые |                     | Неустойчивые          | Неустойчивые            | Неустойчивый тип 301.81               |
| Психопатии с расстройствами влечений                  | Одержимые влечениями              |                   |                                                 | |                     | Половые извращения    | Сексуальная психопатия  | Половые извращения 302                |
| Психопатии с нарушениями поведения в обществе         | Враги общества                    |                   | Холодные                                        | Антисоциальные |                     |                       |                         | Эмоционально тупые 301.7              |
| Смешанные психопатии                                  |                                   |                   |                                                 | Конституционально-глупые                                                                                              |                     |                       | Мозаичная               | Мозаичная психопатия 301.82           |

### Дополнительные критерии классификации
Классифицировать расстройства личности можно не только по категории или по кластеру, но и по таким факторам, как степень тяжести расстройства, влияние на социальное функционирование и атрибуция.

#### Степени тяжести расстройств личности
В данном случае имеется возможность произвести количественную оценку, на основании которой можно судить о выраженности личностных нарушений. Если по завершении клинического интервью и/или выполнения определённых психодиагностических методик обследуемый набирает такое количество баллов, которое считается подпороговым, то диагностируется так называемое личностное затруднение, при достижении критического порога — простое расстройство личности (в пределах одного кластера); при превышении данного порога может быть диагностировано сложное или диффузное расстройство личности, при котором у обследуемого обнаруживаются черты, характерные для расстройств личности, относящихся к двум или всем трём кластерам. В случае значительного превышения критического порога диагностируется тяжёлое расстройство личности, при котором структура личности оказывается серьёзно дезинтегрированной, а её отношения с обществом — дестабилизированными.
| Многомерная система классификации расстройств личности | Многомерная система классификации расстройств личности | Многомерная система классификации расстройств личности                                                                                                 | Многомерная система классификации расстройств личности |
| Степень тяжести                                        | Описание                                               | Определение в соответствии с категориальной системой                                                                                                   |                                                        |
| ------------------------------------------------------ | ------------------------------------------------------ | --- | ------------------------------------------------------ |
| 0                                                      | Отсутствие расстройства личности                       | Отсутствие существенных или подпороговых критериев расстройств личности                                                                                |                                                        |
| 1                                                      | Личностное затруднение                                 | Наличие подпороговых критериев одного или нескольких расстройств личности                                                                              |                                                        |
| 2                                                      | Простое расстройство личности                          | Наличие существенных критериев одного или нескольких расстройств личности в рамках одного кластера                                                     |                                                        |
| 3                                                      | Сложное (диффузное) расстройство личности              | Наличие существенных критериев одного или нескольких расстройств личности в рамках нескольких кластеров                                                |                                                        |
| 4                                                      | Тяжёлое расстройство личности                          | Наличие большого количества существенных критериев, приводящее к дезорганизации личности тяжёлой степени и дестабилизации социально значимых отношений |                                                        |

Классификация расстройств личности по степени тяжести имеет несколько преимуществ:
- В данном случае из тенденции личностных расстройств к комбинированию извлекается определённая выгода.

- Влияние расстройства личности на клинический исход оценивается лучше, чем при использовании простой дихотомической системы «наличие расстройства личности — отсутствие расстройства личности».

- В рамках настоящей системы появляется возможность постановки нового диагноза «опасное и тяжёлое расстройство личности» («dangerous and severe personality disorder»). Данный диагноз представляет интерес по той причине, что как политикам, так и общественности в целом хочется знать, кто из лиц, страдающих теми или иными расстройствами личности, входит в опасную группу, представляющую угрозу для общества.

#### Влияние на социальное функционирование
Не только личность, но и многие другие аспекты психической деятельности оказывают влияние на социальное функционирование. Однако имеются свидетельства о том, что устойчивые нарушения социального функционирования в большинстве случаев обусловлены именно аномальным развитием личности, нежели другими клиническими переменными. В «Протоколе оценки личности» (Personality Assessment Schedule), разработанном британским психологом Питером Тайрером, особое внимание также обращается на те варианты расстройств личности, которые приводят к существенному нарушению социального функционирования.

#### Атрибуция
Многие лица, страдающие расстройствами личности, не признают того факта, что у них имеются какие-либо психические нарушения, твёрдо отстаивая при этом позицию, согласно которой это всего лишь их индивидуальные особенности и менять структуру их личности не нужно. Данная группа лиц была отнесена Питером Тайрером к так называемому типу «R» (treatment-resisting — сопротивляющиеся лечению), то есть резистентному типу, в противоположность типу «S» (treatment-seeking — ищущие лечения), то есть лицам, активно стремящимся избавиться от черт, обусловленных тем или иным расстройством личности. После обработки данных, полученных в результате проведения диагностических процедур с 68 пациентами, страдающими расстройствами личности, Питер Тайрер и его коллеги получили свидетельства о том, что количество пациентов типа «R» приблизительно в 3 раза превышает количество пациентов типа «S», то есть соотношение выглядит примерно как 3:1. При этом большинство пациентов типа «R» страдает расстройствами, относящимися к кластеру A (в основном это лица с параноидным и шизоидным расстройствами личности), в то время как большинство пациентов типа «S» страдает расстройствами, относящимися к кластеру C (то есть тревожным, ананкастным и зависимым типами расстройства личности).

## Здоровая личность и расстройства личности
Проблема взаимоотношения здоровой личности и расстройств личности является одной из наиболее важных проблем в области клинической психологии и психологии личности. В DSM-IV и МКБ-10 используется категориальный подход, в рамках которого расстройства личности рассматриваются как отдельные категории, отличающиеся друг от друга и от здоровой личности. В противоположность этому, существует также так называемый «многомерный подход» (dimensional approach) к расстройствам личности. Представители данного альтернативного подхода считают, что расстройства личности представляют собой дезадаптивное наращивание тех же черт, посредством которых описывается и здоровая личность. Психолог Томас Уидиджер и его коллеги внесли значительный вклад в данную дискуссию. Уидиджер утверждает, что подход, используемый в рамках МКБ-10 и DSM IV TR, является весьма ограниченным по своей сути, настаивая при этом на необходимости применения многомерного подхода к расстройствам личности. В частности, данный исследователь предложил обратиться к пятифакторной модели личности как альтернативе классификации расстройств личности. К примеру, эмоционально неустойчивое расстройство личности в рамках данного подхода понимается как сочетание эмоциональной лабильности (высокого уровня нейротизма), импульсивности (низкого уровня осознаности собственных действий) и враждебности (низкого уровня конформности).
Было проведено большое количество кросс-культурных исследований на тему взаимоотношения расстройств личности и вышеупомянутой пятифакторной модели. В результате учёным удалось установить тот факт, что расстройства личности во многих случаях тесно коррелируют с факторами, представленными в рамках пятифакторной модели личности, по причине чего планируется добавление данной модели в следующую версию Американского руководства по диагностике и статистике психических расстройств, DSM-V.
| Расстройства личности, приведённые в DSM-IV-TR, в рамках пятифакторной модели общего функционирования личности              | Расстройства личности, приведённые в DSM-IV-TR, в рамках пятифакторной модели общего функционирования личности | Расстройства личности, приведённые в DSM-IV-TR, в рамках пятифакторной модели общего функционирования личности | Расстройства личности, приведённые в DSM-IV-TR, в рамках пятифакторной модели общего функционирования личности | Расстройства личности, приведённые в DSM-IV-TR, в рамках пятифакторной модели общего функционирования личности | Расстройства личности, приведённые в DSM-IV-TR, в рамках пятифакторной модели общего функционирования личности | Расстройства личности, приведённые в DSM-IV-TR, в рамках пятифакторной модели общего функционирования личности | Расстройства личности, приведённые в DSM-IV-TR, в рамках пятифакторной модели общего функционирования личности | Расстройства личности, приведённые в DSM-IV-TR, в рамках пятифакторной модели общего функционирования личности | Расстройства личности, приведённые в DSM-IV-TR, в рамках пятифакторной модели общего функционирования личности | Расстройства личности, приведённые в DSM-IV-TR, в рамках пятифакторной модели общего функционирования личности | Расстройства личности, приведённые в DSM-IV-TR, в рамках пятифакторной модели общего функционирования личности | Расстройства личности, приведённые в DSM-IV-TR, в рамках пятифакторной модели общего функционирования личности |
| Факторы | ПРЛ | ШзРЛ | ШтР(Л) | ДсРЛ | ЭНРЛ | ИРЛ | НРЛ | ТРЛ | ЗРЛ | АРЛ | ПАРЛ | ДРЛ |
| --- | --- | --- | --- | --- | --- | --- | --- | --- | --- | --- | --- | --- |
| Нейротизм (в сравнении с эмоциональной стабильностью)                                                                       | | | | | | | | | | | | |
| Тревожность (в сравнении с беззаботностью)                                                                                  | н.д. | н.д. | Выс. | Низ. | Выс. | н.д. | н.д. | Выс. | Выс. | Выс. | н.д. | н.д. |
| Враждебность (в сравнении с хладнокровностью)                                                                               | Выс. | н.д. | н.д. | Выс. | Выс. | н.д. | Выс. | н.д. | н.д. | н.д. | Выс. | н.д. |
| Депрессивность (в сравнении с оптимистичностью)                                                                             | н.д. | н.д. | н.д. | н.д. | Выс. | н.д. | н.д. | н.д. | н.д. | н.д. | н.д. | Выс. |
| Застенчивость (в сравнении с бесстыдством)                                                                                  | н.д. | н.д. | Выс. | Низ. | н.д. | Низ. | Низ. | Выс. | Выс. | н.д. | н.д. | Выс. |
| Импульсивность (в сравнении со сдержанностью)                                                                               | н.д. | н.д. | н.д. | Выс. | Выс. | Выс. | н.д. | Низ. | н.д. | Низ. | н.д. | н.д. |
| Ранимость (в сравнении с бесстрашием)                                                                                       | н.д. | н.д. | н.д. | Низ. | Выс. | н.д. | н.д. | Выс. | Выс. | н.д. | н.д. | н.д. |
| Экстраверсия (в сравнении с интроверсией)                                                                                   | | | | | | | | | | | | |
| Эмоциональная теплота (в сравнении с эмоциональной холодностью)                                                             | Низ. | Низ. | Низ. | н.д. | н.д. | н.д. | Низ. | н.д. | Выс. | н.д. | Низ. | Низ. |
| Коллективистичность (в сравнении с обособленностью)                                                                         | Низ. | Низ. | Низ. | н.д. | н.д. | Выс. | н.д. | Низ. | н.д. | н.д. | н.д. | Низ. |
| Настойчивость (в сравнении с покорностью)                                                                                   | н.д. | н.д. | н.д. | Выс. | н.д. | н.д. | Выс. | Низ. | Низ. | н.д. | Низ. | н.д. |
| Активность (в сравнении с пассивностью)                                                                                     | н.д. | Низ. | н.д. | Выс. | н.д. | Выс. | н.д. | н.д. | н.д. | н.д. | Низ. | н.д. |
| Поиск возбуждающих стимулов (в сравнении с инертностью)                                                                     | н.д. | Низ. | н.д. | Выс. | н.д. | Выс. | Выс. | Низ. | н.д. | Низ. | н.д. | Низ. |
| Положительный эмоциональный фон (в сравнении с ангедонией)                                                                  | н.д. | Низ. | Низ. | н.д. | н.д. | Выс. | н.д. | Низ. | н.д. | н.д. | н.д. | н.д. |
| Открытость (в сравнении с закрытостью)                                                                                      | | | | | | | | | | | | |
| Склонность к фантазированию (в сравнении с реалистичностью)                                                                 | н.д. | н.д. | Выс. | н.д. | н.д. | Выс. | н.д. | н.д. | н.д. | н.д. | н.д. | н.д. |
| Эстетичность (в сравнении с равнодушием)                                                                                    | н.д. | н.д. | н.д. | н.д. | н.д. | н.д. | н.д. | н.д. | н.д. | н.д. | н.д. | н.д. |
| Лёгкость распознавания и описания собственных эмоций (в сравнении с трудностью распознавания и описания собственных эмоций) | н.д. | Низ. | н.д. | н.д. | Выс. | Выс. | Низ. | н.д. | н.д. | Низ. | н.д. | н.д. |
| Непредсказуемость (в сравнении с предсказуемостью)                                                                          | Низ. | Низ. | н.д. | Выс. | Выс. | Выс. | Выс. | Низ. | н.д. | Низ. | Низ. | н.д. |
| Продуцирование новых идей (в сравнении с косностью)                                                                         | Низ. | н.д. | Выс. | н.д. | н.д. | н.д. | н.д. | н.д. | н.д. | Низ. | Низ. | Низ. |
| Релятивизм (в сравнении с догматизмом)                                                                                      | Низ. | н.д. | н.д. | н.д. | н.д. | н.д. | н.д. | н.д. | н.д. | Низ. | н.д. | н.д. |
| Конформность (в сравнении с антагонистичностью)                                                                             | | | | | | | | | | | | |
| Доверие (в сравнении с недоверием)                                                                                          | Низ. | н.д. | н.д. | Низ. | н.д. | Выс. | Низ. | н.д. | Выс. | н.д. | н.д. | Низ. |
| Честность (в сравнении с лживостью)                                                                                         | Низ. | н.д. | н.д. | Низ. | н.д. | н.д. | Низ. | н.д. | н.д. | н.д. | Низ. | н.д. |
| Альтруизм (в сравнении с эгоизмом)                                                                                          | Низ. | н.д. | н.д. | Низ. | н.д. | н.д. | Низ. | н.д. | Выс. | н.д. | н.д. | н.д. |
| Уступчивость (в сравнении с агрессивностью)                                                                                 | Низ. | н.д. | н.д. | Низ. | н.д. | н.д. | Низ. | н.д. | Выс. | н.д. | Низ. | н.д. |
| Скромность (в сравнении с надменностью)                                                                                     | н.д. | н.д. | н.д. | Низ. | н.д. | н.д. | Низ. | Выс. | Выс. | н.д. | н.д. | Выс. |
| Расточительность (в сравнении с расчётливостью)                                                                             | Низ. | н.д. | н.д. | Низ. | н.д. | н.д. | Низ. | н.д. | Выс. | н.д. | н.д. | н.д. |
| Высокий уровень осознанности собственных действий (в сравнении с расторможенностью)                                         | | | | | | | | | | | | |
| Компетентность/организованность (в сравнении с распущенностью)                                                              | н.д. | н.д. | н.д. | н.д. | н.д. | н.д. | н.д. | н.д. | н.д. | Выс. | Низ. | н.д. |
| Стремление к порядку (в сравнении со склонностью к беспорядочности)                                                         | н.д. | н.д. | Низ. | н.д. | н.д. | н.д. | н.д. | н.д. | н.д. | н.д. | Выс. | Низ. |
| Послушность (в сравнении с безответственностью)                                                                             | н.д. | н.д. | н.д. | Низ. | н.д. | н.д. | н.д. | н.д. | н.д. | Выс. | Низ. | Выс. |
| Целеустремлённость (в сравнении с апатичностью)                                                                             | н.д. | н.д. | н.д. | н.д. | н.д. | н.д. | н.д. | н.д. | н.д. | Выс. | н.д. | н.д. |
| Самодисциплина (в сравнении с пренебрежительным отношением к своим обязанностям)                                            | н.д. | н.д. | н.д. | Низ. | н.д. | Низ. | н.д. | н.д. | н.д. | Выс. | Низ. | н.д. |
| Обдуманность (в сравнении с безрассудством)                                                                                 | н.д. | н.д. | н.д. | Низ. | Низ. | Низ. | н.д. | н.д. | н.д. | Выс. | н.д. | Выс. |

Использованные сокращения: ПРЛ — параноидное расстройство личности, ШзРЛ — шизоидное расстройство личности, ШтР(Л) — шизотипическое расстройство (личности), ДсРЛ — диссоциальное расстройство личности, ЭНРЛ — эмоционально неустойчивое расстройство личности, ИРЛ — истерическое расстройство личности, НРЛ — нарциссическое расстройство личности, ТРЛ — тревожное расстройство личности, ЗРЛ — зависимое расстройство личности, АРЛ — ананкастное расстройство личности, ПАРЛ — пассивно-агрессивное расстройство личности, ДРЛ — депрессивное расстройство личности, н.д. — нет данных.

## Распространённость
О распространённости расстройств личности среди населения долгое время ничего не было известно, однако ситуация изменилась после того, как в 90-х годах XX века начали проводиться соответствующие исследования. В 2008 году после проведения шести крупных научно-исследовательских работ, испытуемыми которых выступили представители трёх наций, было установлено, что медианный показатель диагностируемых расстройств личности составил приблизительно 10,6 %. Из этого можно сделать вывод, что примерно один из десяти человек страдает тем или иным расстройством личности. Следовательно, расстройства личности можно считать проблемой, заслуживающей пристального внимания со стороны психиатров и клинических психологов.
Если рассмотреть распространённость отдельных расстройств личности, то можно увидеть, что такие типы как шизотипическое, диссоциальное, эмоционально неустойчивое и истерическое расстройство личности встречаются в 2-3 % случаев. Более редкими считаются нарциссическое и тревожное расстройство личности: их частота колеблется от 0,5 до 1 %.
Существуют также и определённые гендерные различия в частоте встречаемости разных типов расстройств личности. Они представлены в нижеприведённой таблице.
| Гендерные различия в частоте встречаемости разных типов расстройств личности | Гендерные различия в частоте встречаемости разных типов расстройств личности |
| Тип расстройства личности                                                    | Пол                                                                          |
| ---------------------------------------------------------------------------- | ---------------------------------------------------------------------------- |
| Параноидное                                                                  | М                                                                            |
| Шизоидное                                                                    | М                                                                            |
| Шизотипическое                                                               | М                                                                            |
| Диссоциальное                                                                | М                                                                            |
| Эмоционально неустойчивое                                                    | Ж                                                                            |
| Истерическое                                                                 | Ж                                                                            |
| Нарциссическое                                                               | М                                                                            |
| Тревожное                                                                    | -                                                                            |
| Зависимое                                                                    | Ж                                                                            |
| Ананкастное                                                                  | М                                                                            |

Распространённость расстройств личности среди общего народонаселения:
| Распространённость расстройств личности среди популяции.          | Распространённость расстройств личности среди популяции. | Распространённость расстройств личности среди популяции. |
| ----------------------------------------------------------------- | -------------------------------------------------------- | -------------------------------------------------------- |
| Harold Kaplan, Benjamin J. Sadock (1988)                          | 6—9 %                                                    | 6—9 %                                                    |
| Giovanni de Girolamo, D. Potto (2000)                             | 5,9—14,8 %                                               | 5,9—14,8 %                                               |
| Andrzej Jakubik (2002)                                            | 2,1—18 %                                                 | 2,1—18 %                                                 |
| N. Andreasen, D. Black (2002)                                     | 10—20 % (средн.)                                         | 10—20 % (средн.)                                         |
| T. N. Crawford et al (2005)                                       | 15,7 %                                                   | 15,7 %                                                   |
| J. Coid et al (2006)                                              | 10,1 %                                                   | 10,1 %                                                   |
| M. F. Lenzenweger et al (2007)                                    | 9,1 %                                                    | 9,1 %                                                    |
|                                                                   |                                                          |                                                          |
| Средние значения распространённости, согласно всем исследованиям: | Медиана 10,5 %                                           | Wakefield J. C., 2008                                    |
| Средние значения распространённости, согласно всем исследованиям: | Среднее 11,4 %                                           | Wakefield J. C., 2008                                    |

## Коморбидность

### Коморбидность между различными типами расстройств личности
Нередко по завершении проведения психодиагностических процедур оказывается очевидным тот факт, что у одного и того же лица выявляются черты, характерные сразу для нескольких расстройств личности. Диагностические категории представляют собой доступные для понимания наглядные описания отдельных типов личности, однако структуру личности настоящих пациентов можно описать более точно при помощи констелляции дезадаптивных личностных черт.
| Коморбидность (совместная встречаемость) различных типов расстройств личности. Данные с опорой на критерии DSM-III-R, собранные из шести мест проведения психодиагностического исследования | Коморбидность (совместная встречаемость) различных типов расстройств личности. Данные с опорой на критерии DSM-III-R, собранные из шести мест проведения психодиагностического исследования | Коморбидность (совместная встречаемость) различных типов расстройств личности. Данные с опорой на критерии DSM-III-R, собранные из шести мест проведения психодиагностического исследования | Коморбидность (совместная встречаемость) различных типов расстройств личности. Данные с опорой на критерии DSM-III-R, собранные из шести мест проведения психодиагностического исследования | Коморбидность (совместная встречаемость) различных типов расстройств личности. Данные с опорой на критерии DSM-III-R, собранные из шести мест проведения психодиагностического исследования | Коморбидность (совместная встречаемость) различных типов расстройств личности. Данные с опорой на критерии DSM-III-R, собранные из шести мест проведения психодиагностического исследования | Коморбидность (совместная встречаемость) различных типов расстройств личности. Данные с опорой на критерии DSM-III-R, собранные из шести мест проведения психодиагностического исследования | Коморбидность (совместная встречаемость) различных типов расстройств личности. Данные с опорой на критерии DSM-III-R, собранные из шести мест проведения психодиагностического исследования | Коморбидность (совместная встречаемость) различных типов расстройств личности. Данные с опорой на критерии DSM-III-R, собранные из шести мест проведения психодиагностического исследования | Коморбидность (совместная встречаемость) различных типов расстройств личности. Данные с опорой на критерии DSM-III-R, собранные из шести мест проведения психодиагностического исследования | Коморбидность (совместная встречаемость) различных типов расстройств личности. Данные с опорой на критерии DSM-III-R, собранные из шести мест проведения психодиагностического исследования | Коморбидность (совместная встречаемость) различных типов расстройств личности. Данные с опорой на критерии DSM-III-R, собранные из шести мест проведения психодиагностического исследования |
| Тип расстройства личности | ПРЛ | ШзРЛ | ШтР(Л) | ДсРЛ | ЭНРЛ | ИРЛ | НРЛ | ТРЛ | ЗРЛ | АРЛ | ПАРЛ |
| --- | --- | --- | --- | --- | --- | --- | --- | --- | --- | --- | --- |
| Параноидное (ПРЛ) | | 8 | 19 | 15 | 41 | 28 | 26 | 44 | 23 | 21 | 30 |
| Шизоидное (ШзРЛ) | 38 | | 39 | 8 | 22 | 8 | 22 | 55 | 11 | 20 | 9 |
| Шизотипическое (ШтР(Л)) | 43 | 32 | | 19 | 4 | 17 | 26 | 68 | 34 | 19 | 18 |
| Диссоциальное (ДсРЛ) | 30 | 8 | 15 | | 59 | 39 | 40 | 25 | 19 | 9 | 29 |
| Эмоционально неустойчивое (ЭНРЛ) | 31 | 6 | 16 | 23 | | 30 | 19 | 39 | 36 | 12 | 21 |
| Истерическое (ИРЛ) | 29 | 2 | 7 | 17 | 41 | | 40 | 21 | 28 | 13 | 25 |
| Нарциссическое (НРЛ) | 41 | 12 | 18 | 25 | 38 | 60 | | 32 | 24 | 21 | 38 |
| Тревожное (ТРЛ) | 33 | 15 | 22 | 11 | 39 | 16 | 15 | | 43 | 16 | 19 |
| Зависимое (ЗРЛ) | 26 | 3 | 16 | 16 | 48 | 24 | 14 | 57 | | 15 | 22 |
| Ананкастное (АРЛ) | 31 | 10 | 11 | 4 | 25 | 21 | 19 | 37 | 27 | | 23 |
| Пассивно-агрессивное (ПАРЛ) | 39 | 6 | 12 | 25 | 44 | 36 | 39 | 41 | 34 | 23 | |

Данные с опорой на критерии DSM-III-R были собраны для последующей разработки диагностических критериев расстройств личности, которые в дальнейшем были включены в DSM-IV-TR.

Использованные сокращения: ПРЛ — параноидное расстройство личности, ШзРЛ — шизоидное расстройство личности, ШтР(Л) — шизотипическое расстройство (личности), ДсРЛ — диссоциальное расстройство личности, ЭНРЛ — эмоционально неустойчивое расстройство личности, ИРЛ — истерическое расстройство личности, НРЛ — нарциссическое расстройство личности, ТРЛ — тревожное расстройство личности, ЗРЛ — зависимое расстройство личности, АРЛ — ананкастное расстройство личности, ПАРЛ — пассивно-агрессивное расстройство личности.

### Коморбидность расстройств личности с другими психическими расстройствами
Связь с другими психическими расстройствами устанавливается на основании того, к какому кластеру относится расстройство личности, диагностированное у пациента. На настоящий момент установлены следующие взаимосвязи:
- Параноидное и шизотипическое расстройства могут выступать предвестниками шизофрении и бредовых расстройств;

- Эмоциональное неустойчивое расстройство личности, как правило, связывается с возможностью возникновения аффективных и тревожных расстройств, а также расстройств контроля над побуждениями, таких как нервная булимия, СДВГ и расстройств, вызванных употреблением психоактивных веществ;

- Тревожное расстройство личности нередко сочетается с генерализованной формой социальной фобии.

## Расстройства личности и служба в ВС
В соответствии со статьей 18 Расписания болезней (утв. Постановлением Правительства РФ от 25.02.2003 г. № 123) граждане с диагнозом «расстройство личности» не призываются на военную службу:
- категория В (ограниченно годен) при умеренно выраженных расстройствах личности с неустойчивой компенсацией (18б);
- категория Д (не годен) при резко выраженных расстройствах личности со склонностью к повторным длительным декомпенсациям или патологическим реакциям (18а)[40].